# Nadchodzi Pippi Pończoszanka
Nadchodzi Pippi Pończoszanka (Szwedzki : Här kommer Pippi Langstrumpf) to popularna Szwedzka Piosenka stworzona przez Kompozytora Jana Johanssona na potrzeby serialu Pippi. W krajach Niemieckojęzycznych piosenka jest znana jako Hey, Pippi Langstrumpf.  Piosenka ta jest śpiewana przez Kibiców Niemieckiego Klubu Piłkarskiego Eintracht Frankfurt jako Hey, Eintracht Frankfurt, w Polsce do melodii tej piosenki śpiewają kibice Ruchu Chorzów.

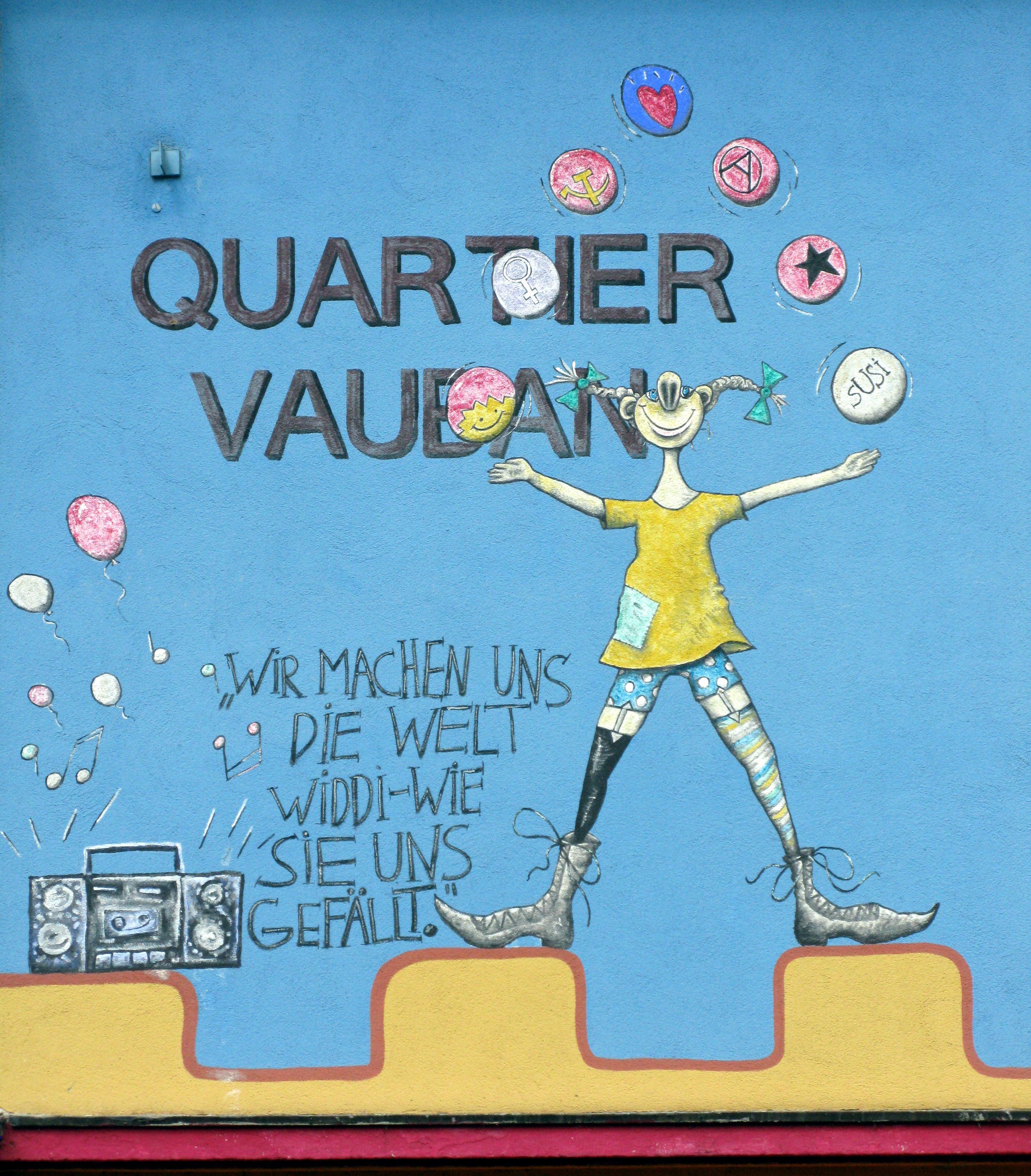
Graffiti z Pippi we Fryburgu Bryzgowijskim

Oryginalny tekst tej Piosenki jest autorstwa Astrid Lindgren. Wolfgang Franke i Helmut Harun są wymieniani jako tłumacze wersji niemieckiej. Melodia utworu pochodzi od szwedzkiego muzyka jazzowego Jana Johanssona; W przypadku wersji niemieckiej oprócz Johanssona zarejestrowany jest również Niemiec Konrad Elfers, kompozytor kilku filmów fabularnych i produkcji telewizyjnych.Niemiecka polityk socjaldemokratów i sekretarz generalna SPD Andrea Nahles zaśpiewała piosenkę z niemieckim tekstem „Ich mach mir die Welt, wide wide wide wie sie mir gefällt” 3 września 2013 r. W niemieckim Bundestagu w odpowiedzi na oświadczenie Angeli Merkel, którą Nahles uznała sam jest arogancki, arbitralny i nierealny.